# 藤原俊祐
藤原 俊祐（ふじわら の としすけ）は、田村語り並びに坂上田村麻呂伝説に登場する伝説上の人物。文献によっては、田村俊祐などとも記されている。

## 概要
御伽草子『鈴鹿の草子（田村の草子）』では藤原俊祐という名前だが、奥浄瑠璃『田村三代記』では田村利春（たむら の としはる）の名前で登場する。

## 御伽草子
俊重将軍の子・俊祐は50歳になっても子供がおらず、心にかなう妻子を求めて上洛すると、あるとき嵯峨野で出会った天女の化身と契りを結ぶ。身籠った妻は3年間胎内に宿したのち、7日間は産屋に近づかないよう言い残した。しかし7日目に約束を破って産屋を覗くと、妻は100尋あまりの大蛇の姿となり、2本の角の間に美しい赤子をのせ、紅色の舌でねぶって遊ばせていた。8日目に産屋から出てきた妻は、約束を破ったのでこの子は日本の主にはならないが、天下の大将軍になる、名を日龍丸（後の藤原俊仁）とせよ、自分は益田ヶ池の大蛇であると告げて去った。

## 奥浄瑠璃版
『田村三代記』の冒頭では都の空に妖星（悪星）が登場すると、帝に呼び出された天文博士の安倍晴明（渡辺本）や加茂康則（鈴木本）と叡山座主（青野本）が祈祷して、妖星が瑞兆と占われると星が砕けて童子が誕生するという英雄物語にふさわしい始まりとなる。『保元物語』など、古くから突如として現れる客星について天変地異の前兆として記されている。利春は支配体制を脅かす存在として星砕の段で劇的に登場した。
星が砕けて童子が誕生するというモチーフには深い意味があることから「星砕」と別称されている。渡辺本、青野本、鈴木本などで大星が落ちてきた場所こそ異なるものの、総合すると北斗妙見信仰を背景に剣と鏑矢を持って武神の誕生を描いていると解釈される。

### 星砕
嵯峨天皇の時代に王城の北西の空に3尺もあろう大星が突如として出現し、昼夜ともなく煌々と輝くという異変がおこった。都をはじめ近国五畿内の人々は恐怖におののいた。帝が天学博士に占わせよと宣旨を下すと富小路大納言・高倉是盛卿が加茂康則に勅命を伝えた。早速占った康則は「これは国の凶事とも吉事ともなります。急ぎ比叡山の座主を召されてご祈祷なさることが大事です」と奏上したため、帝はすぐに勅使を立てて座主を招いた。座主は内裏の清涼殿に護摩壇を飾り、肝胆を砕きつつ祈った。すると大星は砕け散り、南東の方へと飛んで行った。
同じ頃、丹波の国と播磨の国の管領・右大弁橘右衛門作が参内しようと丹波と播磨の境・焼石原にさしかかったとき、妖星が大空から砕けて降り懸かり、やがて付近の草群からかすかな声が聞こえてきた。かき分けてみると、そこに玉のような童子が剣と鏑矢を持ち坐っていた。童子の目の中には観音像がお立ちになっている。右大弁はあまりの不思議さに童子を抱き上げて都へと上った。
右大弁は参内して不思議な出来事を話すと、帝は康則に占わせ「この若君は天からの賜り物、我国の将来に大切な方である」と答えたので、悦んだ帝は若君を星丸と名付けて万里小路中納言に預けて養育した。
成長した星丸は文武両道の若君となり、遊びでは横笛を吹き奏でた。その音色は天に響いて天人が天降り、笛の音にあわせて羽衣の袖を翻して遊び戯れた。10歳になった星丸は中納言に伴われて参内し、帝は若君のすばらしさに感激して中将に任命すると田村利春と名を与え、冠・装束に二條の屋形も添えて賜った。中納言は3日3夜の桜の花も舞うかのような盛大なご祝宴であった。

### 利春配流
16歳になった利春はあるとき帝から召されて参内すると、横笛で天人を天降らせ舞楽で先帝の弔いをしたいと命じられたが、天人の舞楽は天竺兜率天の梵天王の大庭でなければ奏でられないと断った。これに帝は激怒すると位階と官職を剥奪され、越前国三国が浦へと配流された。

### 龍女との契り
配流された利春は淋しさから和歌を読み漢詩を作り、夜になると横笛を吹いて配所で過ごしていると、近くの老若男女が都の若君の夜笛を聴聞しようと通い始めた。ある夜更けに音色に惹かれた見目麗しい女性が現れた。不思議に思って尋ねると、水仕のため夜は仕事で参れないという。不憫に思いつつ横笛を吹くと、その女性は空が明るくなる頃には姿を消していた。それ以来、毎日夜更けに通う女性といつしか契りを結び、女性は利春の子を懐胎した。

### 大蛇丸誕生
3年が過ぎても女性には出産の気配がなく、不審に思い尋ねると、女性は梵天水上国の生まれで臨月には3年3月かかると答え、湖水の上に産屋を建ててほしいと願う。利春は繁井が池に産屋を造らせると、女性は礼を告げて100日100夜の暇を乞い、その間は産屋を覗いてはいけないと言い残して中に籠る。99夜になった日、利春は待ちきれずに産屋へ近づくが天が黒雲に覆われ、雷鳴が轟き稲妻が光り、大風が吹き立て、大木古木が折れ、池の水が激しく逆巻き、大地も振動し、鬼火が飛び交った。しかし利春は立ち忍んで産屋を覗いてしまう。中には20尋あまりの大蛇が紅の舌を巻出して立派な若君を愛でていた。利春は身を震わせて配所の庵で眠れぬ夜を過ごした。
翌朝、女性は艶やかな姿で赤子を抱き利春のもとへと訪れる。利春の膝に赤子を置いた女性は涙を流し、約束したのに正体を見られて恥ずかしいと言う。続けて自分は繁井が池の龍佐王で、利春の横笛に心を寄せ、女性に変化して仮の契りを交わすと若君を宿した、せめて2歳になるまで育てて利春にお仕えしたかったと答え、若君に2本の鏑矢を与えると利春に若君が10歳のときに赦免の使いがくる、私は田村家が三代続くよう進言すると言い残し、大蛇に変化して炎を吹きだしながら繁井が池へと飛んでいった。龍佐王は三つ羽の征矢を乳房とせよ置き文を残していたので、若君に鏑矢を含ませたところ笑顔を浮かべた。若君は大蛇丸（後の田村利光）と名づけられた。大蛇丸が10歳になった頃、利春は赦されて都へと戻ると、大蛇丸とともに参内して中納言に任命され冠と装束を下賜された。

### 原典
1. ↑  『保元物語』 巻上 将軍塚鳴動并びに彗星出づる事